# سيفورانيد
سيفورانيد Ceforanide نجد أن الزمرة الدوائية مضاد حيوي من الجيل الثاني للسيفالوسبورينات.

## الاسم العلمي وفقاً لـ IUPAC
(6R,7R)-7-{[2-[2-(aminomethyl)phenyl]acetyl]amino}-3-
{[1-(carboxymethyl)tetrazol-5-yl]sulfanylmethyl}-8-oxo-
5-thia-1-azabicyclo[4.2.0]oct-2-ene-2-carboxylic acid

## التخليق
يتم تصنيعه ب الطرق المشابهة لتخليق السيفامندول، وتختلف في أن الحمض الأسيلي المستبدل كان  o - أمينو فينيل الميثيل حمض الخليك، وأيضا في وجود مجموعة الكربوكسيل في الميثيل المستبدلة في حلقة التترازول.

Ceforanide synthesis: M. A. Kaplan et al., DE 2538804; W. J. Gottstein et al., (1976, 1978, 1979, 1980 all to Bristol-Myers);

### التمهيد
الميزة البنيوية للسيفورانيد التي هي موضع اهتمام خاص هي حركة C-7 من السلسلة الجانبية للأمينو الشاردة من الموقع α  لأميد الكربونيل، حيث يتواجد عادة في الأمبسلين / السيفالكسين المتناظره، حتى يتم إيداعها على المثيلين المرفقة إلى الوضع أورثو على الحلقة العطرية. هذا يضعه هندسيا في نفس المنطقة عامة ولكن يغير إلى حد كبير الطابع الإلكتروني للجزيء بعد protonation.

تمهيدا سيفورانيد: Lednicer الكتاب 3

## الحرائك الدوائية
- الارتباط البروتيني: 80.6%
- الاستقلاب: لا يوجد.
- العمر النصفي: 2.6-2.98 ساعات.
- الإطراح: كلوي.[6]

## طرق الإعطاء
حقن عضلي.